# Matricaria aserbaidshanica
Matricaria aserbaidshanica là một loài thực vật có hoa trong họ Cúc. Loài này được Rauschert mô tả khoa học đầu tiên năm 1974.